# Hakimpur
Hakimpur ist ein 2000-Einwohner-Dorf ("Pind" auf Panjabi) 22 km von der Stadt Phagwara entfernt in der Doaba-Region des Punjab in Indien. Dieses Dorf liegt im Shaheed-Bhagat-Singh-Nagar-Distrikt (ehemals Nawanshahr-Distrikt), nahe der Grenze des Jullunder-Distrikts. Die nächstgelegenen Städte sind Mukandpur und Apra. Die Stadt Banga liegt etwa 10 km vom Dorf entfernt. Der Brahmanen-Clan der Korpals, der Jatt-Clan der Purewals und der Sanger-Clan der Kumhar (manchmal auch als "Ghumar" geschrieben) sind in diesem Dorf ansässig. Das Dorf hat einen großen Gurudwara (Sikh-Tempel) sowie einen Mandir (Hindu-Tempel).
Hakimpur ist Geburtsort ders Musikers King Gurcharan Mall.